# Otto Förschner
Otto Förschner (ur. 4 listopada 1902, zm. 28 maja 1946 w Landsberg am Lech) – zbrodniarz hitlerowski, komendant obozu koncentracyjnego Mittelbau-Dora oraz SS-Sturmbannführer.
W latach 1940–1942 służył w Dywizji Wiking. Od 1942 roku pełnił służbę w niemieckich obozach koncentracyjnych. Najpierw do 1944 roku w Buchenwaldzie jako Schutzhaftlagerführer (kierownik obozu i zastępca komendanta). W 1944 roku Förschner był komendantem obozu Mittelbau-Dora (Nordhausen). Wreszcie pod koniec wojny, w lutym 1945, został komendantem siedmiu (potem dziewięciu) podobozów Dachau Kaufering.
Osądzony po wojnie w procesie załogi Dachau przez amerykański Trybunał Wojskowy. Za zbrodnie wojenne i zbrodnie przeciw ludzkości Otto Förschner został skazany 12 grudnia 1945 roku na karę śmierci przez powieszenie. Wyrok wykonano w maju 1946 roku w więzieniu Landsberg.